# بروينلينغن
برواناينغن (بالألمانية: Bräunlingen) هي بلدة، مدينة وبلدة ألمانية تقع في ألمانيا في Regierungsbezirk Freiburg.[بحاجة لمصدر] يقدر عدد سكانها بـ 6,199 نسمة .

## المدن التوأمة
مدينة Bannewitz هي مدينة توأمة لـبرواناينغن.